# Perlesta frisoni
Perlesta frisoni är en bäcksländeart som beskrevs av Banks 1948. Perlesta frisoni ingår i släktet Perlesta och familjen jättebäcksländor. Inga underarter finns listade i Catalogue of Life.